# 비행 (활동)
비행(非行)은 일반적으로 경미한 위법 행위 또는 불법이 아니더라도, 습관적으로 비추어 반사회적인 것으로 간주되는 행위를 말한다. 넓은 의미에서 성인도 포함되지만, 법률적인 의미에서 청소년의 비행으로 따지는 경우가 많다. 